# أفينيل (نيوجيرسي)
أفينيل (بالإنجليزية: Avenel CDP, New Jersey)‏ هي منطقة سكنية تقع بولاية نيوجيرسي في الولايات المتحدة. تبلغ مساحتها 9.148 كم2، وترتفع عن سطح البحر 12 م، بلغ عدد سكانها 17,011 نسمة في عام 2010 حسب إحصاء مكتب تعداد الولايات المتحدة وتصل الكثافة السكانية فيها 1,859.5 نسمة لكل كيلومتر مربع (4,816.1/ميل2).

## التركيبة السكانية
حدّد مكتب تعداد الولايات المتحدة بيانات التركيبة السكانية لأفينيل في تعداد الولايات المتحدة. في ما يلي، التركيبة السكانية حسب تعدادي 2000 و2010.

### تعداد عام 2000
بلغ عدد سكان أفينيل 17,552 نسمة بحسب تعداد عام 2000، وبلغ عدد الأسر 5,233 أسرة وعدد العائلات 3,798 عائلة مقيمة في المنطقة السكنية. في حين سجلت الكثافة السكانية 1,918.7 نسمة لكل كيلومتر مربع (4,969.4/ميل2). وبلغ عدد الوحدات السكنية 5,353 وحدة بمتوسط كثافة قدره 585.2 لكل كيلومتر مربع (1,515.7/ميل2).
وتوزع التركيب العرقي للمنطقة السكنية بنسبة 53.52% من البيض و19.66% من الأمريكيين الأفارقة و0.35% من الأمريكيين الأصليين و18.90% من الأمريكيين ذوي الأصول الآسيوية و0.03% من سكان جزر المحيط الهادئ و3.65% من الأعراق الأخرى و3.89% من عرقين مختلطين أو أكثر و9.85% من الهسبانيون أو اللاتينيون من أي عرق.
بلغ عدد الأسر 5,233 أسرة كانت نسبة 39.6% منها لديها أطفال تحت سن الثامنة عشر تعيش معهم، وبلغت نسبة الأزواج القاطنين مع بعضهم البعض 55.9% من أصل المجموع الكلي للأسر، ونسبة 11.9% من الأسر كان لديها معيلات من الإناث دون وجود شريك،  بينما كانت نسبة 4.8% من الأسر لديها معيلون من الذكور دون وجود شريكة وكانت نسبة 27.4% من غير العائلات. تألفت نسبة 21.6% من أصل جميع الأسر من عدة أفراد يعيشون في نفس المنزل ونسبة 7.5% كانت تتألف من شخص يعيش بمفرده يبلغ من العمر 65 عاماً أو أكثر. وبلغ متوسط حجم الأسرة المعيشية 2.73، أما متوسط حجم العائلات فبلغ 3.23.
بلغ العمر الوسطي للسكان 35.5 عاماً. وكانت نسبة 20.6% من القاطنين تحت سن الثامنة عشر، وكانت نسبة 5.8% بين الثامنة عشر والرابعة والعشرين عاماً، ونسبة 30.4% كانت واقعةً في الفئة العمرية ما بين الخامسة والعشرين والرابعة والأربعين عاماً، ونسبة 16.4% كانت ما بين الخامسة والأربعين والرابعة والستين، ونسبة 8.3% كانت ضمن فئة الخامسة والستين عاماً فما فوق. يوجد لكل 100 أنثى 97.8 ذكر، ويوجد لكل 100 أنثى في الثامنة عشر من عمرها فما فوق 96.8 ذكر.
بلغ متوسط دخل الأسرة في المنطقة السكنية 54,929 دولارًا، أما متوسط دخل العائلة فبلغ 61,029 دولارًا. وكان متوسط دخل الذكور 48,000 دولارًا مقابل 31,804 دولارًا للإناث. وسجل دخل الفرد الخاص بالمنطقة السكنية 19,794 دولارًا. وكانت نسبة 6.1% من العائلات ونسبة 9.6% من السكان تحت خط الفقر، وكان من هؤلاء نسبة 8.1% تحت سن الثامنة عشر ونسبة 6.6% في الخامسة والستين من العمر وما فوق.

### تعداد عام 2010
بلغ عدد سكان أفينيل 17,011 نسمة بحسب تعداد عام 2010، وبلغ عدد الأسر 5,150 أسرة وعدد العائلات 3,751 عائلة مقيمة في المنطقة السكنية. في حين سجلت الكثافة السكانية 1,859.5 نسمة لكل كيلومتر مربع (4,816.1/ميل2). وبلغ عدد الوحدات السكنية 5,379 وحدة بمتوسط كثافة قدره 588 لكل كيلومتر مربع (1,522.9/ميل2).
وتوزع التركيب العرقي للمنطقة السكنية بنسبة 47.89% من البيض و19.78% من الأمريكيين الأفارقة و0.52% من الأمريكيين الأصليين و22.89% من الأمريكيين ذوي الأصول الآسيوية و0.07% من سكان جزر المحيط الهادئ و5.53% من الأعراق الأخرى و3.34% من عرقين مختلطين أو أكثر و15.84% من الهسبانيون أو اللاتينيون من أي عرق.
بلغ عدد الأسر 5,150 أسرة كانت نسبة 38.9% منها لديها أطفال تحت سن الثامنة عشر تعيش معهم، وبلغت نسبة الأزواج القاطنين مع بعضهم البعض 54% من أصل المجموع الكلي للأسر، ونسبة 13.5% من الأسر كان لديها معيلات من الإناث دون وجود شريك،  بينما كانت نسبة 5.3% من الأسر لديها معيلون من الذكور دون وجود شريكة وكانت نسبة 27.2% من غير العائلات. تألفت نسبة 22.7% من أصل جميع الأسر من عدة أفراد يعيشون في نفس المنزل ونسبة 8.3% كانت تتألف من شخص يعيش بمفرده يبلغ من العمر 65 عاماً أو أكثر. وبلغ متوسط حجم الأسرة المعيشية 2.72، أما متوسط حجم العائلات فبلغ 3.23.
بلغ العمر الوسطي للسكان 37.5 عاماً. وكانت نسبة 19.5% من القاطنين تحت سن الثامنة عشر، وكانت نسبة 7.2% بين الثامنة عشر والرابعة والعشرين عاماً، ونسبة 35.3% كانت واقعةً في الفئة العمرية ما بين الخامسة والعشرين والرابعة والأربعين عاماً، ونسبة 28.8% كانت ما بين الخامسة والأربعين والرابعة والستين، ونسبة 9.1% كانت ضمن فئة الخامسة والستين عاماً فما فوق. وتوزع التركيب الجنسي للسكان بنسبة 56% ذكور و44% إناث.